# Блок Наталія Ігорівна
Ната́лія І́горівна Блок (англ. Natalia Blok) — українська драматургиня, художниця-концептуалістка, сценаристка та феміністка. У своїй творчій діяльності Наталка Блок порушує проблеми гендерної нерівності. Співзасновниця (з Мариною Усмановою) феміністичної організації «Інша».

## Життєпис
Народилася 18 липня 1980 року в Херсоні. Закінчила Херсонське училище культури за спеціальністю «керівник театрального колективу» у 2000 році.
Працювала журналісткою. Згодом почала займатися громадською діяльністю. Наталія Блок є постійною учасницею всеукраїнських та міжнародних фестивалів, які об'єднують сучасних драматургів і художників. Пише сценарії до повних метрів, серіалів, коротких метрів.

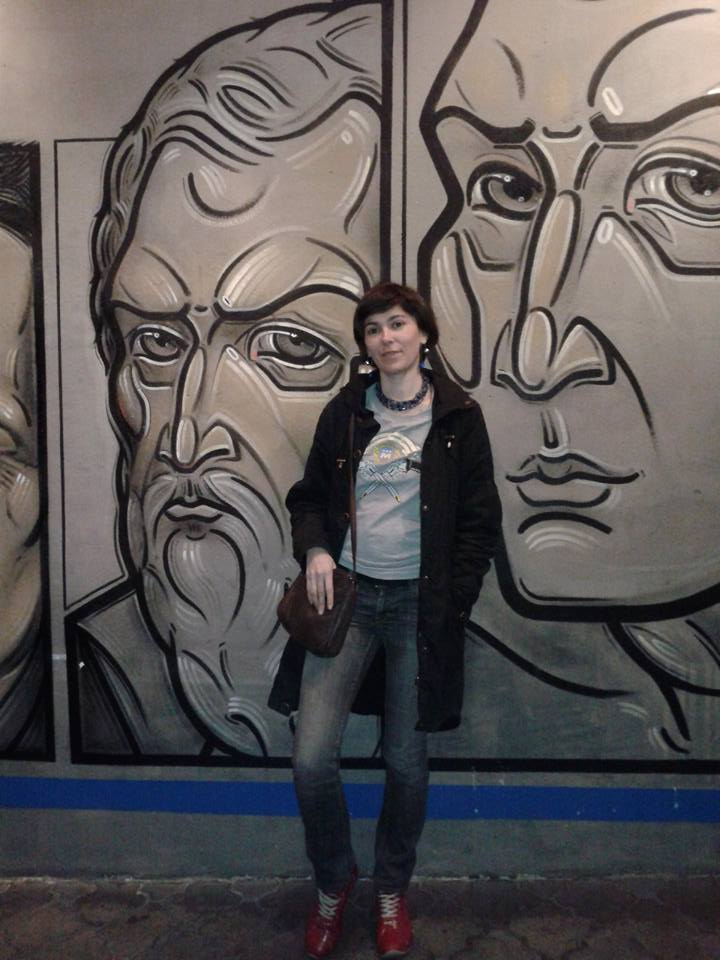
Наталія Блок, 2016

Живе і працює в Києві.

## Творчість
- 2024 Премʼєра «Фанат футболу», «Stadion der Träume», Мюнхен, Германія, Режисер Hans Steinbichler.
- 2024 Художнє оповідання у збірці «Чорне, біле і все, що поміж», Україна.
- 2024 Текст «Кому потрібна ваша правда», презентація на фестивалі «WELT/BÜHNE», Театр «Residenz Theater».
- 2023-2024 Вистава «Вибери кращу версію», разом з «Театр Драматургів», Україна, Режисер Walter Silis:
  - 2024 Вистава на міжнародному фестивалі «Paris Globe», Париж, Франція.
  - 2024 П'єса у збірці «Historier fra Ukraina», Норвегія.
  - 2023 Вистава у Театрі «Latvijas Nacionālais teātris», Рига, Латвія.
  - 2023 Вистава у «Театрі Драматургів», Україна.
  - 2023 Міжнародна премʼєра вистави на фестивалі «Vabaduse», Театр «Vaba Lava», Нарва, Естонія.
- 2023 Вистава «Життя не спинити», Театр «Theater Basel», Базель, Швейцарія, Режисер Peter Kastenmüller.
- 2023 П'єса «Вибухівка» у збірці «Ukrainian New Drama after the Euromaidan Revolution», Лондон, Велика Британія.
- 2023 Текст «Інструкція по плануванню гарного майбутнього від української біженки», презентація на фестивалі «Verstörungen 2023: Thomas Bernhard and Utopia», Зальцбург, Австрія.
- 2023 П'єса «Місто за шпалерами» у збірці «Покидьки та інші п’єси. Сучасна українська драматургія».
- 2017-2023 П'єса «Скрізь Шкіру»:
  - 2023 Премʼєра моновистави, Театр «Око», Львів, Україна.
  - 2023 Читання тексту на фестивалі "Тиждень Української драматургії у Парижі", Франція.
  - 2017 Прем'єра вистави в Кельні (Німеччина), Режисер Андрій Май
- 2023 Премʼєра вистави «Не всі диктатори», Театр «La Mama», Мельбурн, Австралія.
- 2022 Прем’єра вистави «Мама Захворіла», Театр «Teatro Nacional São João», Португалія.
- 2020 Співзасновниця «Театру Драматургів».
- 2020 Співкураторка другої лабораторії драматургії НСТДУ
- 2020 Фіналістка міжнародного драматургічного конкурсу від Українського інституту.
- 2020 Керівниця драматургічного курсу, «Пиши як Шекспір» Культурний Центр Печерськ" [Архівовано 16 січня 2021 у Wayback Machine.]
- 2019 Кураторка драматургічного конкурсу «Тиждень ДРІБ» Переможниця  всеукраїнського конкурсу Тиждень Актуальної П'єси, п'еса «Вибухівка»
- 2019 Вистава «У Темряві» «Пост Плей Театр» Київ, Режисер Богдан Логвиновський.
- 2019 Прем'єра п'єси Прибулець у Черкаському академічному державному [Архівовано 21 січня 2021 у Wayback Machine.]
- 2019 Прем'єра to Ukraine [Архівовано 21 січня 2021 у Wayback Machine.] Театр Май Буш Київ
- 2019 Премьера «У Темряві» Батумський державний театр (Грузія)
- 2019 Кураторка драматургічного конкурсу «Тиждень Дріб» (Київ)
- 2018 Керівниця театральної лабораторії «18+» при державному театрі М. Куліша (Херсон [Архівовано 17 січня 2021 у Wayback Machine.])
- 2018 Прем'єра вистави «Кайдаш и сини» [Архівовано 21 січня 2021 у Wayback Machine.] Херсонський обласний академічний театр ім М. Куліша.
- 2018 Переможець всеукраїнського драматургічного  фестивалю «Тиждень Актуальної П'єси» П'єса «Прибулець»
- 2018 Прем'єра вистави Жинко, Сядь [Архівовано 21 січня 2021 у Wayback Machine.]! Дикий Театр, Київ режисер Максим Голенко
- 2018 Проект «Театр за два Тижні» [Архівовано 4 травня 2022 у Wayback Machine.] прем'єра вистави «Бомба» режисерка Deisy Hayes (Британія)
- 2017 Вистава «Заради Тебе» Закарпаття, театр «Чига-Біга»
- 2017 Вистава «Сама Хотіла», Театр Золоті ворота, режисерка Юлія Мороз, Київ.
- 2017 Вистава «День за Днем» Режиссер Андрій Май. Херсон. 2017 Вистава «Оранжерея» Тбилиси, Батуми, Грузия.
- 2017 Учасниця міжнародного проекту «Класс-Арт-Запад-Восток» в якості драматургині.
- 2017 Переможець всеукраїнського драматургічного фестивалю «Тиждень Актуальної П'єси» П'єса «Скрізь шкіру», п'єса «Меня волнует вся хуйня»
- 2017 Короткий список учасників конкурсу при РАМТі читка «Фото-Топлес»
- 2017 Вистава «Розширення вен або навіщо нам потрібен фемінізм» Херсон. Театр «Май Буш», Київ, «ПостПлей Театр», Львів «Медиатека»
- 2016 Учасниця фестивалю НХШ: Сайнс Арт, виставка в Єрмілов Центрі, автор проекту «Postfood», інсталяція з Групою низьких температур; відео-арт «Олів'є», презентація на виставі «Не знімай мене з дерева»[3]; п'єса «Фото-Топлес», поставлена в театрі Дах, режисер Юрій Сушко; п'єса «Своє-Чуже», представлена на міжнародному драматургічному конкурсі «Ремарка».
- 2016 довгий список міжнародного драматургічного конкурсу «Евразія» п'єса «Фото-топлес»
- 2016 Переможниця всеукраїнського драматургічного  фестивалю «Тиждень Актуальної П'єси» П'єса «Страна Советов».
- 2016 Фестиваль Монопьес в Батуми (Грузія) вистава «По Колу»
- 2016 Гоголь-Фест — п'єса «ЗарадиТебе»
- 2016 Участь у проекті Страху, Мапи Ідентичності» [Архівовано 4 квітня 2019 у Wayback Machine.] Перфоменс з Дмитром Левицьким «Страна Советов»
- 2015  режисерка вистави «Тижемать» (у співавторстві з Мариною Усманова), презентація на фестивалі Рівності; п'єса «Не будеш до», презентація на фестивалі «Лютий-Лютий»; відео-арт «Дивна дівчина і інопланетянин Жан-Поль», презентація в Національному музейному комплексі Мистецький арсена; документальний фільм «66%»[4]; учасниця виставки «Над Богом», авторка медіа-арту «Два Шевченко і машина часу», «Аліна і Адольф», «Сюжет» в співавторстві зі Стасом Волязловським; п'єса «Фото-топлес», перзентація на фестивалі «ГОГОЛЬФЕСТ»; акторка п'єси і постановниця вистави «Стигма»[5], м. Херсон.
- 2014  п'єса «Вулиця Декабристів»[6], презентація на фестивалі «Тиждень актуальної п'єси»; відео-арт «Неймовірна життя самотніх дітей», представлений в кіноальманаху «Дивне»; фільм «Немає Логіки», презентація на фестивалі «Херсон-Документ: Туди або назад»; п'єса «Любов сільніше», лонг-ліст конкурсу п'єс «Драмма ЮА».
- 2013  п'єси «М'ясо», «Зона», «Г. Херсон»; фото-проект «Один день няні», презентація на фестивалі «TERRA FUTURA».
- 2009  п'єса «Чалдфрі»; авторка і режисерка вистави «Емо тру», презентація на фестивалі «Лютий-лютий».
- 2008  епізод у вербатіме «Молодість старість», презентація на фестивалі «Лютий-Февраль»[7], організованому центром імені Вс. Мейєрхольда, режисер Андрій Май; Інсталяція «Генолічільнік», презентація на фестивалі «ГОГОЛЬФЕСТ».
- 2007  відео-арт «Мама і Папа», презентація на фестивалі сучасного мистецтва «TERRA FUTURA».
- 2003  п'єса «Щастя в дітях».
- 2002  п'єса «А чи є жінки», презентація на фестивалі сучасного мистецтва «TERRA FUTURA».

### Фільмографія
- Сценаристка документального фільму «Двері» режисер Устнін Данчук
- Режисерка, сценаристка документального фільму «66%» [Архівовано 21 січня 2021 у Wayback Machine.]
- Режисерка, сценаристка документального фільму «Хвильорізи»
- Сценаристка (спіавторство Юлія Гончар) фільму «Як там Катя?» (повний метр, ігрове кіно)[8]
- Сценаристка фільму «Фемен» (повний метр, байопік). Режисерка Дарина Жук
- Сценаристка фільму «На тому березі [Архівовано 3 грудня 2020 у Wayback Machine.]» (повний метр, ігрове). Режисер Юрій Леута
- Сценаристка (співавторка Дарина Волга) фільму «Вода [Архівовано 21 січня 2021 у Wayback Machine.]» короткий метр, ігрове кіно. Сценаристка документального фільму «Завтра настане сьогодні» повний метр (Туреччина)
- Сценаристка короткого метру «Сестра». Режисерка Ксенія Онищенко
- Сценаристка «Скажи що любиш мене», повний метр, драма
- Шоуранер проєкту «ФаніЛав»
- Коронація Слова. Друга премія у 2020 році за кіносценарій («На тому боці»)[9]
- Сценаристка серіалу «Зона 51» драмеді, серіал

## Інша діяльність

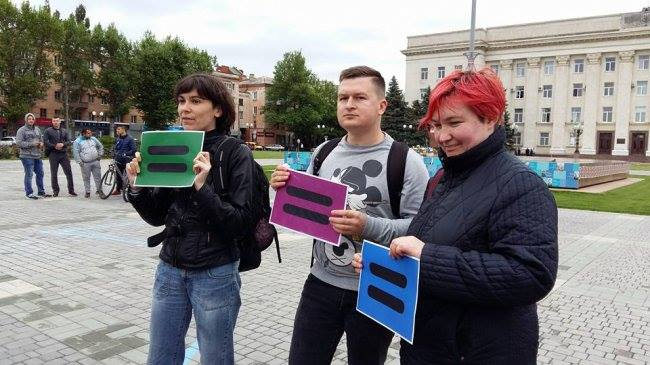
На мирній ході в Херсоні у Міжнародний день боротьби з гомофобією

Феміністка, брала участь у захисті ЛГБТ-спільноти в Україні.